# Matt Dickinson
Matt Dickinson és un cineasta i escriptor més conegut per les seves novel·les premiades i el seu treball documental per a National Geographic Television, Discovery Channel i la BBC. Dickinson va ser un dels escaladors atrapats en el desastre de l'Everest de 1996 . El 2003 va ser coguionista i director de Cloud Cuckoo Land, una pel·lícula britànica independent.

## Biografia
Va ser estudiant a l'escola Hemel Hempstead fins als setze anys i a la Gresham's School de Norfolk on va fer els seus nivells A. Es va incorporar a la BBC el 1984, formant-se com a investigador i director de producció i treballant en programes com Wogan i Ever Decreasing Circles. Dickinson va marxar el 1988 per seguir una carrera autònoma com a director de producció. El novembre de 2015, Matt Dickinson va visitar escoles de tot el Regne Unit per mostrar als estudiants els seus èxits a la seva vida, inclòs formar part del primer equip de càmeres que va assolir el cim de l'Everest.
Especialitzada en documentals d'aventura, crèdits de Matt Dickinson inclouen BBC 1 's clàssic d'aventura i diverses pel·lícules d'una hora de durada, com ara el Canal 4 ' s Trobades, Equinox i d'ITV primera xarxa .
Els seus programes s'han emès a més de trenta-cinc països i han guanyat premis en festivals de cinema com el Graz Mountain Film Festival, el Trento Mountain Film Festival i el Napa/Sonoma Film Festival.
A la temporada anterior al monsó de l'Everest de 1996, enmig de les pitjors condicions meteorològiques registrades, amb Alan Hinkes, l'escalador d'altitud més important de Gran Bretanya, Dickinson va fer una reeixida ascensió a la famosa cara nord de l'Everest, una de les ascensions més exigents tècnicament. al cim més alt del món, superant els vents de força huracà i temperatures de menys 70 graus centígrads. Tres de les vuit morts a l'Everest aquell dia estaven a la cara nord. Estava pujant més amunt de l'Everest quan es va trobar amb les famoses 'Botes Verdes', estava confós per què algú s'hauria adormit a la cara nord de l'Everest, però aviat se li va ocórrer que aquest cos ja no era viu. Es tractava d'un escalador indi que es va separar de la resta del seu equip l'any 1996 i es va trobar per primera vegada.
Es va convertir en un dels primers cineastes britànics a filmar al cim i tornar amb vida, i la seva pel·lícula anomenada Summit Fever ha estat vista per més de vint milions de persones a tot el món. El seu relat escrit de la mateixa expedició, The Death Zone (Random House) ha estat publicat amb elogis de la crítica a més de quinze països.
La nova sèrie de Matt Dickinson Mortal Chaos va ser encarregada per Oxford University Press el novembre de 2010 i el primer llibre de la sèrie es va publicar el gener de 2012.

## Publicacions
Els llibres de Dickinson inclouen:
- Caminada de llarga distància pel nord d'Àfrica (1992)
- The Death Zone: escalant l'Everest a través de la tempesta assassina (1997)
- L'altre costat de l'Everest: escalant la cara nord a través de la tempesta assassina (2000)
- Everest: triomf i tragèdia al cim més alt del món (2002)
- Gel negre (2003)
- The Adrenaline Series: High, Epic, and Rough Water (2007)
- Alt risc (2009)
- Caos mortal (2004)
- Randomer (2013)
- Regles de Matt Dickinson! (2014)
- The Everest Files, gran moment d'aventures fluides (2015)